# قلم وزیرمتن
قلم وزیرمتن یا فونت وزیرمتن (به انگلیسی: Vazirmatn) یک فونت فارسی/عربی است. این فونت در سال ۲۰۱۵ ایجاد شد و دارای ۹ وزن است و ابتدا با نام وزیر معرفی شد و سپس به وزیرمتن تغییر نام داد. برای حروف لاتین در فونت وزیر از فونت لاتین روبوتو استفاده شده است. این فونت توسط صابر راستی‌کردار ایجاد گردیده است. فونت وزیرمتن یک فونت آزاد و متن‌باز است.

## تاریخچه نام‌گذاری
این قلم در ابتدا با نام فونت میرزا معرفی شد و سپس به وزیر و مدتی بعد نیز به وزیرمتن تغییر نام داد.